# 24126 Ґудйонсон
24126 Ґудйонсон (24126 Gudjonson) — астероїд головного поясу, відкритий 3 листопада 1999 року.
Тіссеранів параметр щодо Юпітера — 3,331.